# Cartoon Heroes: The Best of Aqua
A Cartoon Heroes: The Best of Aqua a dán-norvég Aqua legnagyobb slágereit tartalmazó gyűjteményes album, melyet kizárólag Japánban jelentettek meg 2002. május 22-én.
Az album tartalmazza az együttes legnagyobb slágereinek nagy részét, úgy mint a We Belong to the Sea, a Good Morning Sunshine, valamint a Skandináviában megjelent Around the World című promóciós dalt is, a "Didn't I" című dokumentumfilmmel együtt.
Az albumon található négy dal is, mely kislemezen  nem jelent meg: A "Back from Mars", "An Apple a Day", "Calling You" és "Halloween" című dalokat, valamint a Cartoon Heroes remixét, és két videoklipet.

## Számlista
| #   | Cím                                       | Producer(ek)                                    | Hossz |
| --- | ----------------------------------------- | ----------------------------------------------- | ----- |
| 1.  | Cartoon Heroes (from Aquarius, 2000)      | Rasted Norreen                                  | 3:41  |
| 2.  | Freaky Friday (from Aquarius, 2000)       | Rasted Norreen                                  | 3:45  |
| 3.  | Barbie Girl (from Aquarium, 1997)         | Johnny Jam Delgado Rasted Norreen               | 3:15  |
| 4.  | Roses are Red (from Aquarium, 1997)       | Hartmann & Langhoff                             | 3:43  |
| 5.  | Bumble Bees (from Aquarius, 2000)         | Rasted Norreen                                  | 3:52  |
| 6.  | Doctor Jones (from Aquarium, 1997)        | Jam Delgado Rasted Norreen                      | 3:22  |
| 7.  | Around the World (from Aquarius, 2000)    | Rasted Norreen                                  | 3:28  |
| 8.  | Lollipop (Candyman) (from Aquarium, 1997) | Jam Delgado Rasted Norreen                      | 3:35  |
| 9.  | Back from Mars (from Aquarius, 2000)      | Rasted Norreen                                  | 4:02  |
| 10. | Happy Boys & Girls (from Aquarium, 1997)  | Jam Delgado Rasted Norreen                      | 3:34  |
| 11. | My Oh My (from Aquarium, 1997)            | Jam Delgado Rasted Norreen                      | 3:23  |
| 12. | Halloween (from Aquarius, 2000)           | Rasted Norreen                                  | 3:49  |
| 13. | Calling You (from Aquarium, 1997)         | Jam Delgado Rasted Norreen Hartmann & Langhoff  | 3:31  |
| 14. | An Apple a Day (from Aquarius, 2000)      | Rasted Norreen                                  | 3:38  |
| 15. | Turn Back Time (from Aquarium, 1997)      | Jam Delgado Rasted Norreen                      | 4:07  |
| 16. | Cartoon Heroes (Hampenberg Remix)         | Rasted Norreen Morten Hampenberg Thomas Salling | 5:41  |

| 1. | Cartoon Heroes   | Thomas Masin              | 4:19 |
| 2. | Around the World | Peter Stenbæk Ronnie West | 3:31 |

## Slágerlista
| Slágerlista (2002) | Legjobb helyezés |
| ------------------ | ---------------- |
| Japán (Oricon)     | 12               |

### Minősítések
| Ország       | Minősítés | Eladások |
| ------------ | --------- | -------- |
| Japán (RIAJ) | arany     | 100.000  |